# Longnes (Yvelines)
Longnes település Franciaországban, Yvelines megyében. Lakosainak száma 1582 fő (2022. január 1.). Longnes Gilles, Dammartin-en-Serve, Flins-Neuve-Église, Ménerville, Mondreville, Neauphlette és Le Tertre-Saint-Denis községekkel határos.

## Népesség
A település népességének változása:
| Lakosok száma | 1456 | 1440 | 1477 | 1448 | 1475 | 1502 | 1529 | 1544 | 1582 |
|               | 2013 | 2015 | 2016 | 2017 | 2018 | 2019 | 2020 | 2021 | 2022 |